# Maria Grapini
Maria Grapini (Berești, 7 novembre 1954) è una politica, ingegnere e imprenditrice rumena.
Elemento di spicco dell'industria manifatturiera nella zona di Timișoara, nel 2012 fu eletta alla camera dei deputati nelle file del Partito Conservatore (PC) e nominata ministro delle piccole imprese del governo Ponta II.
Nel 2014 ottenne l'elezione al parlamento europeo e, in rotta con la presidenza del PC, nel 2015 fu tra i fondatori del Partito del Potere Umanista, piccolo gruppo politico liberale che si rifaceva al pensiero di Dan Voiculescu. Nel 2019 e nel 2024 venne rieletta presentandosi nelle liste del Partito Social Democratico.

## Formazione e carriera professionale
Dopo essersi diplomata nella natia Berești (Galați), nel 1973 iniziò gli studi presso l'Università tecnica Gheorghe Asachi di Iași, conseguendo nel 1978 laurea in ingegneria tessile, con specializzazione in tecnologia meccanica, filatura e tessitura.
L'anno successivo cominciò la propria esperienza lavorativa presso l'industria tessile Garofita di Timișoara fino a diventare, nel 1987, capo dell'ufficio di organizzazione della produzione. Nel settembre 1989 fu assunta come ingegnere capo dell'industria tessile 13 Dicembre di Timișoara. Nel 1990 divenne direttore generale della SC Pastmatex SA e, dal 1995, ne fu presidente del consiglio di amministrazione. Nel 1998 divenne azionista di maggioranza dell'affiliata SC Pasmatex Conf International, azienda specializzata nella produzione di biancheria intima per conto della Triumph International. Secondo i dati del ministero delle finanze, le due società nel 2011 ebbero un giro d'affari di oltre 15 milioni di lei (oltre 3 milioni di euro). Dal 2005 fu amministratrice anche della SC SP Label SRL, sempre a Timișoara.
Figura di riferimento per l'industria tessile nel distretto di Timiș, a partire dagli anni novanta rivestì numerosi incarichi in diverse organizzazioni del settore e in organismi di rappresentazione delle imprese. Fu vicepresidente e membro del consiglio direzionale della camera di commercio di Timișoara (1994-2006), presidente della Fondazione del club affari Austria - Romania (1997-2005), presidente della Federazione delle imprenditrici romene (1998-2012), primo vicepresidente (1998-2002) e presidente (2002-2010) della Federazione degli imprenditori dell'industria manifatturiera (FEPAIUS), presidente della filiale di Timișoara dell'Associazione nazionale degli esportatori (1998-2012) e membro del Consiglio nazionale degli esportatori (dal 2003). Nel 2001 fu consulente nazionale del programma di sviluppo delle Nazioni Unite finanziato dal governo svizzero Rom/00/01 - Miglioramento della capacità di esportazione della Romania”.
Per i suoi meriti nel campo economico, oltre a ricevere numerosi riconoscimenti da parte di istituzioni e organizzazioni settoriali, nel 2000 fu insignita del titolo di Cavaliere dell'Ordine Nazionale al Merito (Romania).
Dal 2005 fu membro dell'Associazione generale degli ingegneri della Romania (AGIR) e del Rotary Club Ripensis di Timișoara, del quale fu anche presidente tra il 2013 e il 2014. Nel 2009, in occasione dell'apertura della rappresentanza diplomatica dell'India a Timișoara, rivestì anche l'incarico di console onorario per il paese asiatico, mantenendolo fino al 2012.
Nel 2012 lasciò la maggior parte degli incarichi dirigenziali per dedicarsi alla nuova funzione di parlamentare.

## Carriera politica

### Inizi nel Partito Conservatore
Dal 2006 Maria Grapini fu presidente della sezione di Timișoara e vicepresidente nazionale del Partito Conservatore (PC) di Dan Voiculescu. Nelle liste di questo fu candidata, senza successo, come capolista alle elezioni europee del 2007 e alla poltrona di sindaco della città di Timișoara alle elezioni amministrative del 2008.

### Deputato e ministro delle piccole imprese
Concorse successivamente per un seggio alla camera in occasione delle elezioni parlamentari del 2012, alle quali il PC si presentava nell'alleanza Unione Social-Liberale insieme agli egemoni Partito Social Democratico (PSD) e Partito Nazionale Liberale (PNL). La coalizione ottenne un netto successo, che condusse alla nascita del governo Ponta II, mentre la Grapini divenne uno dei 13 deputati del PC. Fu, inoltre, indicata dal premier Victor Ponta come ministro con delega alle piccole imprese, uno dei due ministeri concessi al PC. Nel 2014 l'uscita del PNL dalla coalizione di governo, tuttavia, portò ad una riformulazione dell'esecutivo, che comportò l'esclusione della Grapini dal governo Ponta III. Fu, comunque, candidata alle elezioni europee del maggio 2014.

### Elezioni europee del 2014

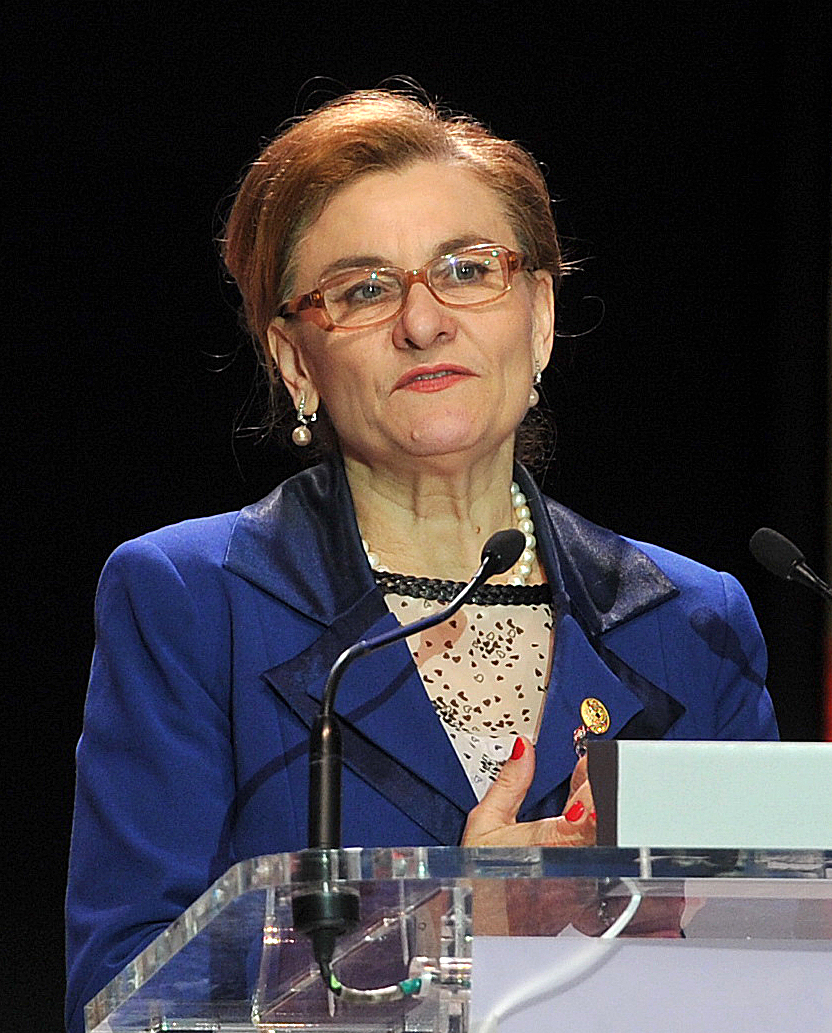
Maria Grapini nel 2014

In occasione delle elezioni europee del 2014 il PSD costituì un'alleanza denominata Unione Social Democratica (USD) insieme a PC e Unione Nazionale per il Progresso della Romania (UNPR). L'USD fu la prima forza del paese e portò all'europarlamento 16 deputati. Per il PC furono due: Maria Grapini e Laurențiu Rebega. Vista l'incompatibilità di funzioni tra parlamentare romeno ed europeo, la Grapini fu sostituita alla camera dei deputati da Florică Bîrsășteanu (PSD).
A Bruxelles entrò nel gruppo parlamentare dell'Alleanza Progressista dei Socialisti e dei Democratici insieme ai deputati del PSD e fu membro della commissione per il mercato interno e la protezione dei consumatori e della delegazione all'Assemblea parlamentare Euronest.
Sotto la presidenza di Daniel Constantin, nell'estate del 2015 il PC si fuse il con il Partito Liberale Riformatore (PLR) di Călin Popescu Tăriceanu, dando vita all'Alleanza dei Liberali e dei Democratici (ALDE). Contestualmente Maria Grapini, contraria alla decisione, criticò Constantin di aver causato la sparizione del partito e della sua ideologia e annunciò che avrebbe formato un nuovo gruppo, il Partito del Potere Umanista (PPU). Nelle intenzioni il PPU si proponeva di riprendere la dottrina umanista sostenuta nei primi anni novanta dal fondatore del PC Dan Voiculescu che, mettendo l'uomo al centro della politica e della società, si prefiggeva di proteggere le libertà e i diritti dell'individuo. Il PPU fu ufficialmente iscritto al registro dei partiti politici del tribunale di Bucarest il 28 settembre 2015. Le performance elettorali del PPU alle elezioni parlamentari del dicembre 2016, tuttavia, furono basse, con percentuali intorno allo 0,04%.
Nell'aprile 2018 criticò in aula il presidente francese Emmanuel Macron, ospite dell'assemblea del parlamento europeo, a causa delle recenti dichiarazioni di quest'ultimo sulla posizione dominante di Francia e Germania sugli altri stati dell'unione.

### Elezioni europee del 2019
Nella parte finale di legislatura, in veste di europarlamentare, fu spesso autrice di dichiarazioni pubbliche a supporto del governo socialdemocratico in carica in Romania. Ritenendole immotivate e manovrate dal gruppo di opposizione Unione Salvate la Romania (USR), si scagliò contro le manifestazioni antigovernative organizzate il 10 agosto 2018. Diversi mesi più tardi considerò il presidente della repubblica Klaus Iohannis (PNL), che era in piena battaglia politica con l'esecutivo, personalmente responsabile del temporeggiamento sulla nomina di diversi ministri in area PSD che, secondo la sua opinione, colpiva la credibilità europea del governo. Nel febbraio 2019 si schierò al fianco del PSD nell'avversare la proposta di Laura Codruța Kövesi alla funzione di procuratore europeo, rendendosi altresì protagonista di uno scandalo in fase di conta dei voti in seno alla Commissione per le libertà civili, la giustizia e gli affari interni del Parlamento europeo per la nomina di quest'ultima.
L'avvicinamento al partito di governo fu confermato quando, nel marzo 2019, il PSD la inserì nella lista dei propri candidati alle elezioni europee del 2019. A tal riguardo il presidente del partito Liviu Dragnea espresse il suo apprezzamento per le posizioni tenute da Maria Grapini in seno al parlamento europeo. La sua designazione, tuttavia, spinse il rappresentante del Partito della Libertà, dell'Unità e della Solidarietà (PLUS) Cristian Preda a contestare la validità della candidatura, poiché la Grapini era ufficialmente membro del PPU, partito che non aveva siglato nessun tipo di alleanza con il PSD.
Nella nuova legislatura europea fu vicepresidente della commissione per il mercato interno e la protezione dei consumatori e membro della commissione per gli affari costituzionali. Fu riconfermata anche nella delegazione all'Assemblea parlamentare Euronest. Nel luglio 2020 entrò nella Commissione per le libertà civili, la giustizia e gli affari interni e nel novembre 2023 in quella per il controllo dei bilanci. Nel 2020 tornò a far parte del Partito del Potere Umanista.

### Elezioni europee del 2024
Nel febbraio 2024 aderì nuovamente al PSD, che la inserì nelle liste elettorali costituite in coalizione con il PNL per le europee del mese di giugno. Rieletta, nella nuova legislatura fu membro della Commissione per il mercato interno e la protezione dei consumatori e della Commissione per l'agricoltura e lo sviluppo rurale, oltre che sostituto della Commissione per il controllo dei bilanci.

## Critiche
Maria Grapini fu spesso criticata dalla stampa per gli errori grammaticali, apparsi specialmente sulla propria pagina Facebook.
Nel 2017 la testata Recorder la accusò di aver copiato da Wikipedia e da altri siti web interi passaggi del suo romanzo Viața între scrieri și transcrieri, pubblicato nel 2012.

## Pubblicazioni
Fu autrice di numerose pubblicazioni sull'industria manifatturiera, sul ruolo delle donne nell'imprenditoria e di diversi testi di narrativa. Tra questi:
- (RO) Contributia la studiul caracteristicilor de exploatare a stofelor cu destinatie costume, Buletin stiintific studentesc, 1978.
- (RO) Restructurarea si privatizarea unei societati comerciale în România – management postprivatizare, Bucarest, Accademia romena, 1995.
- (RO) Legislatia româneasca între a da si a lua, Forumul Industriei Usoare, 1998.
- (RO) Oportunitati în România pentru dezvoltarea si conducerea unei afaceri de catre femei, Brijuni, Prima Conferinta a femeilor întreprinzatoare, 1999.
- (RO) Managementul schimbarii si crizei la SC Pasmatex SA, 5-lea Simpozion International de management SIM ‘99, 1999.
- (RO) Antreprenoriatul feminin în dezvoltare, inovativ si bazat pe valorile familiale, 3-lea Forum Economic al Initiativei Central Europene de la Budapesta, 2000.
- (RO) Abordarea Managementului in perioada de criza la IMM, 6-a editie a Conferintei Internationale “Managementul Schimbarilor Tehnologice” de la Alexandroupolis, 2009.
- (RO) Cele patru dimensiuni ale feminității romanești, 2011.
- (RO) Șanse egale pentru cariere de succes; Cariera – substantiv feminin, Fondul Social European prin POSDRU “Investeste in oameni!”, 2011.
- (RO) Industria manufacturiera si politici industriale, Bucarest, The New European and Global Economic Order and the Future of Manufacturing in Romania, 2012.
- (RO) Poate fi o femeie de afaceri dedicata si carierei si familiei?, Cluj-Napoca, The Woman, 2012.
- (RO) Viața între scrieri și trans-scrieri, 2012.